# トーラス上の線型フロー
数学の、特に力学系理論として知られる解析学の分野において、n-次元トーラス
{\displaystyle \mathbb {T} ^{n}=\underbrace {S^{1}\times S^{1}\times \cdots \times S^{1}} _{n}}
上の線型フロー（せんけいフロー、英: linear flow）とは、標準的な角度座標 (θ1, θ2, ..., θn) に関する次の微分方程式によって表現されるフローのことを言う： 
{\displaystyle {\frac {d\theta _{1}}{dt}}=\omega _{1},\quad {\frac {d\theta _{2}}{dt}}=\omega _{2},\quad \cdots ,\quad {\frac {d\theta _{n}}{dt}}=\omega _{n}.}
この方程式の解は次の様に陽的に表現される：
{\displaystyle \Phi _{\omega }^{t}(\theta _{1},\theta _{2},\dots ,\theta _{n})=(\theta _{1}+\omega _{1}t,\theta _{2}+\omega _{2}t,\dots ,\theta _{n}+\omega _{n}t)\mod 2\pi .}
トーラスを Rn/Zn と表すなら、始点はフローによって ω=(ω1, ω2, ..., ωn) の方向に一定速度で移動されることが分かる。またそのフローがユニタリ n-立方体の境界に到達した場合は、その反対側の面に移動される。
トーラス上の線型フローに対して、すべての軌道は周期的であるか、n-次元トーラスの部分集合で k-次元トーラスであるようなものの上で稠密である。ω の成分が有理独立であるなら、すべての軌道は全空間で稠密である。これは二次元の場合には簡単に分かる：すなわち、ω の二つの成分が有理独立であるなら、単位正方形の辺上でのフローのポアンカレ切断面は、円上の無理回転であり、したがってその軌道は円上で稠密で、結果としてトーラス上で稠密となる。